# Collina dei Ciliegi
La Collina dei Ciliegi è un parco cittadino di Milano, collocato in viale Sarca, immediatamente a ovest del quartiere Bicocca.
Si tratta di una collinetta artificiale di 25 metri d'altezza, ricavata dai dei detriti prodotti dai cantieri che hanno convertito gli impianti industriali della Pirelli, presenti nel quartiere Bicocca, in edifici con nuove funzioni.

## La forma e l'impianto arboreo
La collina, conica, è "scalata" da un percorso elicoidale e da rampe di scale dirette. Circa un quarto della superficie è stata piantumata con 820 alberi e oltre 6000 arbusti. Gli alberi, come suggerito dal nome del parco, sono soprattutto una collezione di ciliegi da fiore di diverse specie e varietà (Prunus serrulata "Kanzan", Prunus avium e il Prunus × subhirtella).
Il parco non ha nessuna attrezzatura per la pratica degli sport e neppure campi gioco per i bambini o spazi riservati ai cani.

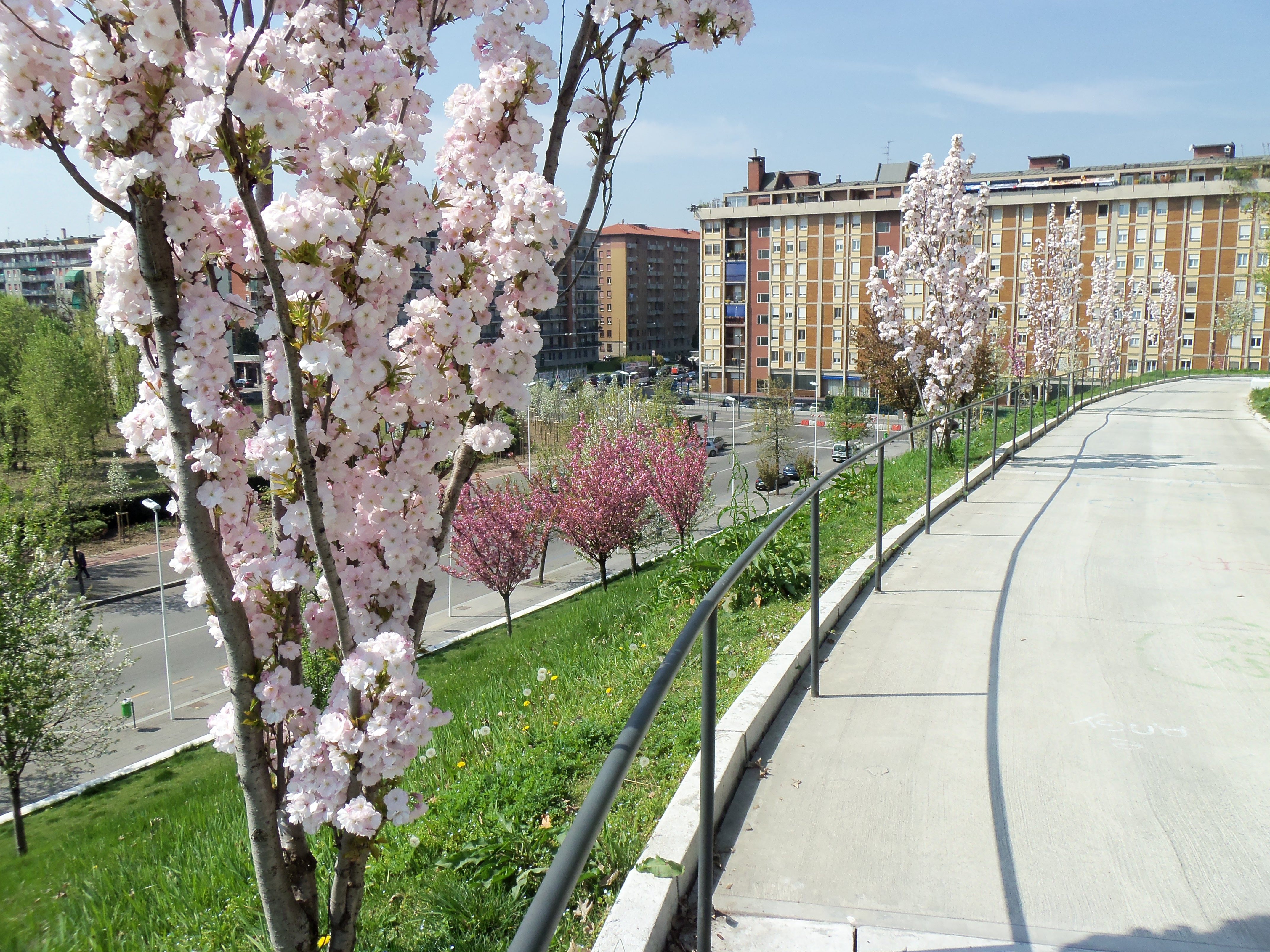
Uno scorcio della collina in primavera
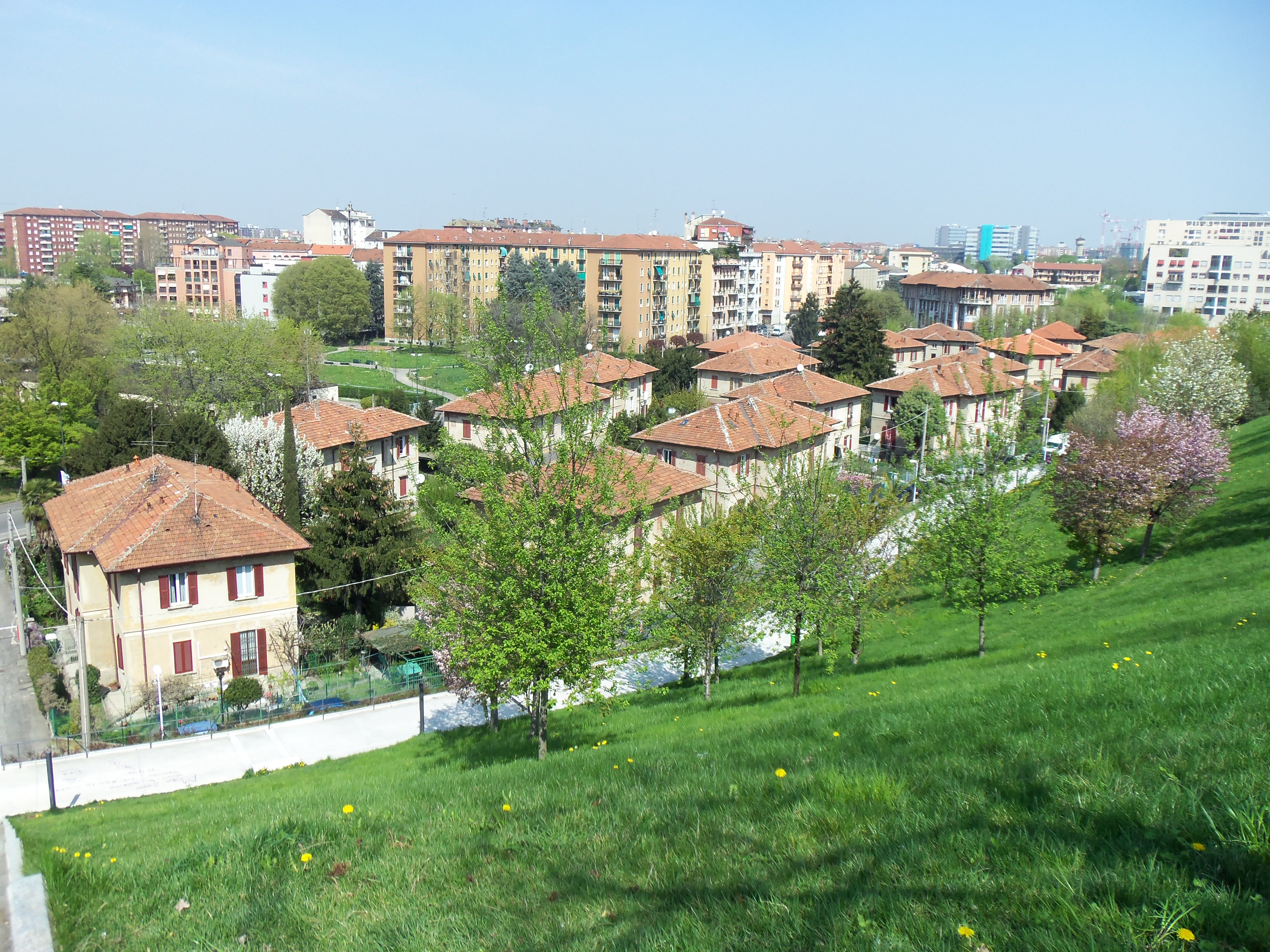
Borgo Pirelli, il vecchio villaggio operaio dell'azienda, visto dalla collina
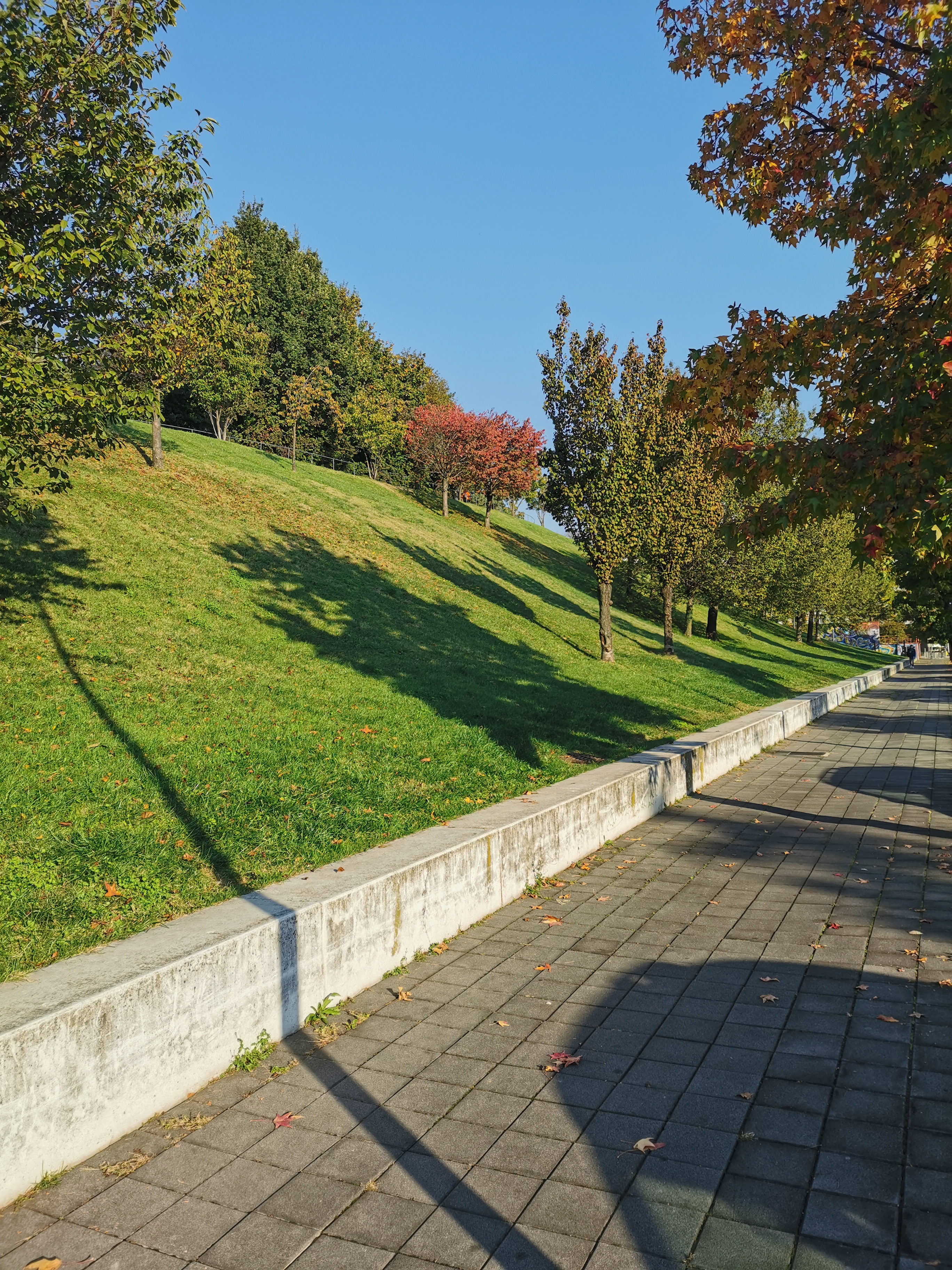
Scorcio in autunno
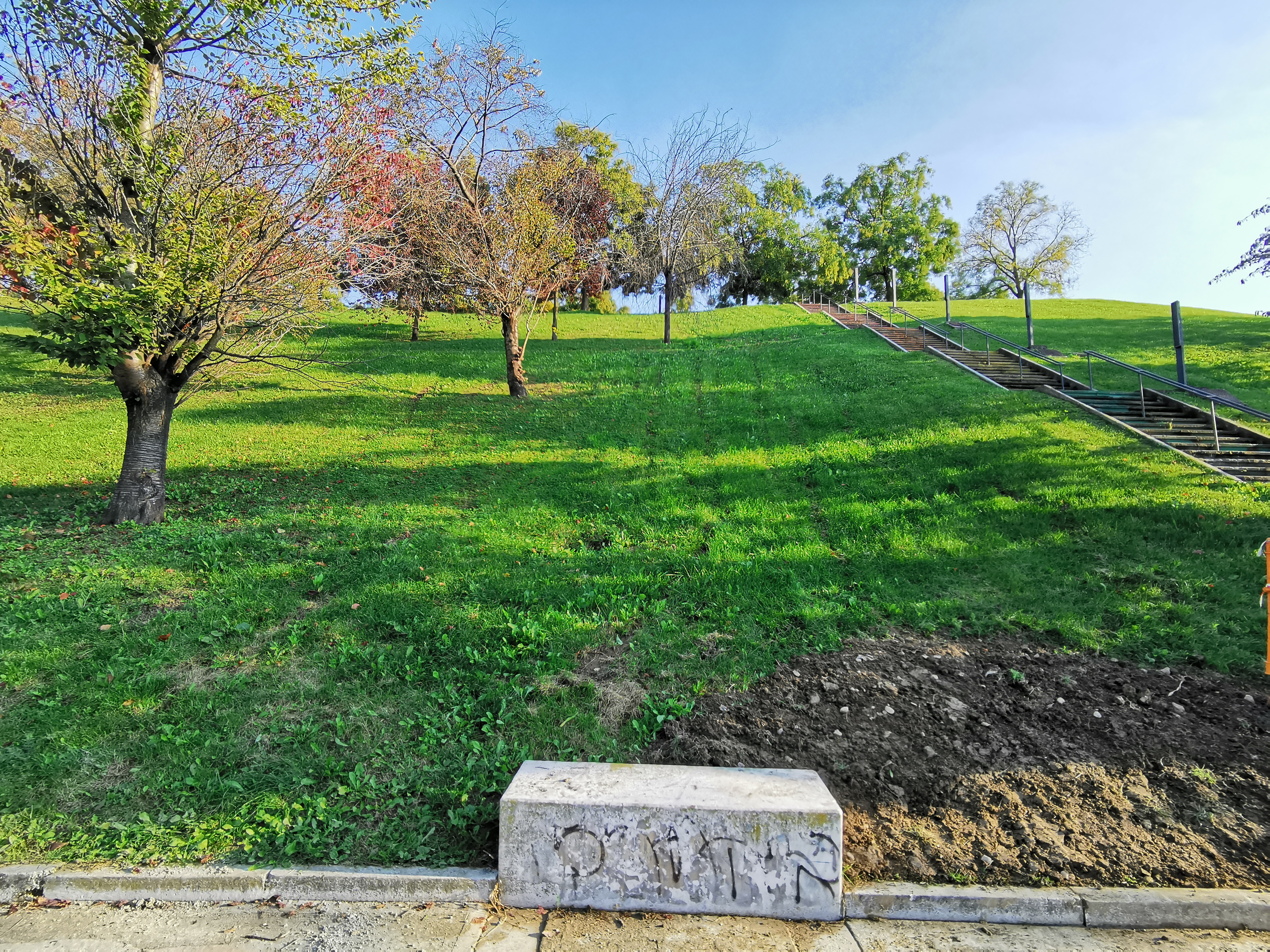
Collina vista dal basso in autunno